# Удільний маєток
Удільне маєток — нерухоме майно, доходи від якого призначені для утримання членів російської імператорської сім'ї. Поняття введено до законодавства Російської імперії 5 квітня 1797 у виданій імператором Павлом I «Установі про Імператорську фамілію».

## Основні положення про удільні маєтки
«Установа про Імператорську фамілію» вводило різницю між членами імператорської сім'ї, які мали право на престол, та іншими членами сім'ї. Перші отримували утримання з державних доходів (див. Цивільний лист), другі - з доходів від наданих їм нерухомих майн, що отримали назву «удільних маєтків». Управління маєтками доручено Департаменту наділів з міністром на чолі. Основним джерелом доходів від маєтків був оброк, що виплачується удільними селянами, що проживають у цих маєтках.
Утримання членів імператорської сім'ї з урахуванням удільних маєтків становило особливість Російської імперії порівняно з європейськими монархіями, де це питання вирішувалося з урахуванням апанажу.

## Відомі удільні маєтки
Серед відомих питомих маєтків можна назвати:
- Верхня Тойма (1797-1917);
- Царицино, Всесвятське, Данилівська слобода (1859—1917) [1] ;
- Абрау-Дюрсо (1871-1917);
- Красне Село [2] ;
- Масандра (1856-1917)  ;
- Ай-Даніль (1889-1917);
- Біловезька пуща (1889—1915; у серпні 1915 захоплена німецькими військами);
- Мургабський маєток у Байрамали (1887-1917).